# Abborragölen (Svenarums socken, Småland)
Abborragölen är en sjö i Vaggeryds kommun i Småland och ingår i Lagans huvudavrinningsområde. Sjöns area är 0,019 kvadratkilometer och den är belägen 201 meter över havet.